# اف۹سی اسپاروهاوک
اف۹سی اسپاروهاوک (به انگلیسی: Curtiss_F9C_Sparrowhawk) یک هواگرد از نوع Parasite fighter ساخت شرکت Curtiss Aeroplane and Motor Company است. هواگرد اف۹سی اسپاروهاوک نخستین پروازش را در ۱۲ فوریه ۱۹۳۱ میلادی انجام داد. این هواگرد در سال ۱۹۳۱ میلادی رسماً معرفی گردید. در مجموع، تعداد ۷ فروند از این هواگرد ساخته شده‌است.